# Pulau Ler
Pulau Ler (indonesiska: Pulau Er) är en ö i Indonesien.   Den ligger i provinsen Moluckerna, i den östra delen av landet, 2 800 km öster om huvudstaden Jakarta. Arean är 0,45 kvadratkilometer.
Terrängen på Pulau Ler är platt. Öns högsta punkt är 28 meter över havet. Den sträcker sig 1,0 kilometer i nord-sydlig riktning, och 1,3 kilometer i öst-västlig riktning.